# Martine Dugrenier
Martine Dugrenier (ur. 12 czerwca 1979 w Montrealu) – kanadyjska zapaśniczka startująca w kategorii do 67 kg (na igrzyskach do 63 kg) w stylu wolnym, dwukrotna mistrzyni świata. Piąta zawodniczka igrzysk olimpijskich w Pekinie i Londynie (kategoria 63 kg).
Największym jej sukcesem jest złoty medal mistrzostw świata w Tokio (2008) i Herning (2009), wcześniej trzykrotnie zdobywała tytuł wicemistrzowski. Zdobyła trzy złote medale na mistrzostwach panamerykańskich. Czwarta w Pucharze Świata w 2003. Najlepsza na akademickich MŚ w 2004 i trzecia w 2006. Mistrzyni Wspólnoty Narodów w 2005 roku.